# 4642 Murchie
4642 Murchie è un asteroide della fascia principale del diametro medio di circa 22,1 km. Scoperto nel 1990, presenta un'orbita caratterizzata da un semiasse maggiore pari a 3,1728616 UA e da un'eccentricità di 0,1538269, inclinata di 1,00810° rispetto all'eclittica.